# 엔터프라이즈 (NX-01)

엔터프라이즈 (NX-01)은 스타트렉에 등장하는 주인공 우주선이다. 2151년 4월 16일 진수되었으며 조나단 아처가 함장이다.

## 역사
2151년 엔터프라이즈호는 NX급 우주선의 1번함으로 진수되었다. 길이 225미터이며, 승무원은 86명이다. 스타플릿 최초의 장거리 탐사선이다. 이론적으로 최고속도는 TOS스케일로 워프 5.2이며, 순항속도는 워프 4.5이다. 당시 어떤 지구인의 우주선 보다 빨랐다.

## 장교
1. 함장 : 조나단 아처 (2151 ~ 2161; 행성 연방의 대통령 2184 ~ 2192)
2. 부함장 : 트팔 (2151 ~ 2161) (벌컨)
3. 기관실장
  1. 제1대 기관실장 : 찰스 트립 터커 (2151 ~ 2154; 2154 ~ 2161)
  2. 제2대 기관실장 : 켈비 (2154)
4. 보안/전술 장교 : 말콤 리드 (2151 ~ 2161, 제1대 31부서 요원)
5. 교신 장교 : 호시 사토 (2151 ~ 2161)
6. 조타수 : 트레비스 메이웨더 (2151 ~ 2161)
7. 의료 장교 : 닥터 플락스 (2151 ~ 2161) (디노뷸란)
8. 파견대 대장 : 헤이스 (2153 ~ 2154)